# SG-10
SG-10 – polski prototyp półgąsienicowego ciągnika artyleryjskiego z okresu po II wojnie światowej.

## Historia
W 1948 roku w zakładach Star w Starachowicach opracowano i wdrożono do produkcji samochód ciężarowy Star 20, na który zwróciło uwagę Ministerstwo Obrony Narodowej. Uznano, że można go wykorzystać jako podstawę do konstrukcji pojazdów dla wojska. Wśród tych pojazdów miał znajdować się półgąsienicowy ciągnik artyleryjski, później oznaczony jako SG-10, do holowania dział o kalibrze powyżej 100 mm.
Nowy pojazd miało opracować Centralne Biuro Konstrukcyjne nr 5 (CBK-5), przy czym konstrukcja miała być wzorowana na niemieckim półgąsienicowym samochodzie Opel Maultier (Sd.Kfz. 3a) oraz radzieckich półgąsienicowych samochodach ciężarowych ZiS-42 i GAZ-60. W założeniu konstruktorzy mieli wykorzystać elementy konstrukcyjne samochodu ciężarowego Star 20 oraz wózek gąsienicowy z samochodu Opel Maultier. W celu przyspieszenia prac nie opracowywano planów technicznych, tylko od razu przystąpiono do przebudowy samochodu w Zakładzie Doświadczalnym w Ursusie. Taki przedprototypowy pojazd był gotowy do badań we wrześniu 1949 roku.
Pojazd poddany został próbom terenowym, w trakcie których dokonywano dalszych przeróbek oraz opracowano wymagania dla pojazdu. Na podstawie tych wymagań i doświadczeń z pojazdem przedprototypowym, Wojskowa Stacja Doświadczalno-Badawcza Sprzętu Motoryzacyjnego opracowała dokumentację techniczną ciągnika artyleryjskiego SG-10, którą na początku 1952 roku przekazano do Biura Konstrukcyjnego Przemysłu Motoryzacyjnego (dawniej CBK-5), zlecając mu budowę trzech prototypów SG-10. Prototypy były gotowe do grudnia 1952 roku i zostały skierowane do badań, w trakcie których poddano je licznym próbom oraz sprawdzeniu pojazdu jako ciągnika artyleryjskiego oraz terenowego samochodu ciężarowego. Próby ostatecznie zakończono latem 1954 roku. Pomimo pozytywnych wyników, pojazdu nie wprowadzono do produkcji z uwagi na to, że opracowany w tym samym czasie samochód ciężarowy Star 66 miał lepsze osiągi zarówno na szosie jak i w terenie i również mógł być zastosowany jako ciągnik artyleryjski.